# Christine van Basten-Boddin
Christine Eleonore (Christine) van Basten-Boddin (Aken, 20 december 1971) is een Nederlandse burgemeester en juriste. Sinds 16 februari 2016 is zij burgemeester van de gemeente Beek. Ze is lid van Democraten 66 (D66).

## Opleiding en carrière[2]
Van Basten-Boddin werd geboren in Aken, maar groeide op in Hoensbroek en Ulestraten. Na het grootste deel van haar middelbare school in Nederland te hebben gevolgd, rondde ze deze in 1989 in de Verenigde Staten van Amerika af, waarna ze daar een opleiding in hotel and business administration volgde aan Moorpark College. Deze rondde ze weer af bij de Katholieke Hogere Hotelschool Maastricht (1996). Tussen 1999 en 2005 studeerde Van Basten-Boddin rechten aan de Universiteit Maastricht. Naast haar opleidingen was ze ook werkzaam als directie-assistente en projectmanager in de evenementenbranche. Na haar opleiding ging ze als docent aan de slag bij de Universiteit Maastricht, waar ze opklom tot directeur van het Institute for Corporate Law, Governance & Innovation Policies. Ze volgde de 'commissarissencyclus' bij Nyenrode Business Universiteit.

## Politiek
In 2014 was Van Basten-Boddin kandidaat-raadslid voor D66 in de gemeente Valkenburg aan de Geul, maar ze werd als vierde op de lijst niet gekozen. Ze was vervolgens wel enige tijd burgerraadslid van de fractie. In 2015 nam ze deel aan een oriëntatieprogramma voor nieuwe burgemeesters, en eind dat jaar werd ze als burgemeester voorgedragen door de gemeenteraad van Beek. Ze werd in februari 2016 beëdigd.